# پیتر تشنر
پیتر تشنر (انگلیسی: Peter Teschner) یک تدوین‌گر اهل ایالات متحده آمریکا است.

## فیلم‌شناسی
| سال  | فیلم                                                                 | کارگردان                |
| ---- | -------------------------------------------------------------------- | ----------------------- |
| ۱۹۸۸ | Phantasm II                                                          | Don Coscarelli          |
| ۱۹۹۰ | Bride of Re-Animator                                                 | برایان یوزنا            |
| ۱۹۹۴ | The Little Rascals                                                   | پنلوپه اسفیریس          |
| ۱۹۹۵ | The Brady Bunch Movie                                                | بتی توماس               |
| ۱۹۹۷ | Private Parts                                                        | بتی توماس               |
| ۱۹۹۸ | دکتر دولیتل                                                          | بتی توماس               |
| ۲۰۰۰ | ۲۸ روز                                                               | بتی توماس               |
| ۲۰۰۰ | سفر جاده‌ای                                                           | تاد فلیپس               |
| ۲۰۰۰ | فرشتگان چارلی                                                        | جوزف مک‌گینتی نیکول      |
| ۲۰۰۳ | لگالی بلاند ۲: قرمز، سفید و بلوند                                    | Charles Herman-Wurmfeld |
| ۲۰۰۵ | Dodgeball: A True Underdog Story                                     | راوسون مارشال تربر      |
| ۲۰۰۶ | بورات: یادگیری‌های فرهنگی آمریکا برای انجام منفعت ملت پرشکوه قزاقستان | لری چارلز               |
| ۲۰۰۸ | قطعاً، شاید                                                           | Adam Brooks             |
| ۲۰۰۸ | Semi-Pro                                                             | Kent Alterman           |
| ۲۰۱۰ | Going the Distance                                                   | Nanette Burstein        |
| ۲۰۱۱ | رئیس‌های وحشتناک                                                      | ست گوردون               |
| ۲۰۱۳ | دزد هویت                                                             | ست گوردون               |
| ۲۰۱۴ | وینسنت مقدس                                                          | Theodore Melfi          |
| ۲۰۱۵ | کسب و کار ناتمام                                                     | Ken Scott               |